# Bourron-Marlotte
Bourron-Marlotte (pronuncia francese /bu.ʁɔ̃.maʁ.lɔt/) è un comune francese di 2 867 abitanti situato nel dipartimento di Senna e Marna nella regione dell'Île-de-France.

## Società

### Evoluzione demografica
Abitanti censiti

## Monumenti e luoghi d'interesse
- Chiesa di San Severo (Bourron-Marlotte)